# Donovanosi
La  donovanosi (o granuloma inguinale) è una malattia a trasmissione sessuale causata da un batterio gram negativo detto Calymmatobacterium granulomatis. (dal greco καλυμμα = involucro, βακτήριον = bastoncino). Alla tradizionale denominazione granuloma inguinale si preferisce oggi il termine donovanosi perché non sempre le lesioni iniziali si localizzano all'inguine e anche per non creare confusioni con il linfogranuloma venereo provocato da Chlamydia trachomatis.
Attualmente il batterio è stato inserito nella famiglia delle Klebsielle con il nome di Klebsiella granulomatis.

## Origine
Il Calymmatobacterium granulomatis (precedentemente denominato Donovania granulomatis dal nome del medico irlandese Charles Donovan che per primo lo descrisse nel 1905) è un germe gram negativo, immobile, fermentante, che non appartiene ad alcuna famiglia. In passato era incluso nella famiglia delle Brucellacee, ora abolita. Si tratta di un batterio pleiomorfo (le cellule sono di varie dimensioni) che presenta a entrambi i poli degli addensamenti di cromatina che lo fanno apparire al microscopio con una caratteristica colorazione bipolare detta "a spilla di sicurezza". C. granulomatis è difficile da ottenere in coltura, in quanto richiede la crescita su terreni arricchiti di tuorlo d'uovo di gallina, e condivide alcune caratteristiche morfologiche e sierologiche con le specie di Klebsiella patogene per l'uomo.

## Epidemiologia
La donovanosi risulta endemica in alcuni paesi tropicali, soprattutto Papua Nuova Guinea, India sudorientale, Africa meridionale, nelle aree caraibiche e tra gli aborigeni dell'Australia centrale. Non mostra preferenza per quanto riguarda i sessi.

## Sintomatologia
Dopo un'incubazione che dura da 1 a 4 settimane, compaiono uno o più noduli sottocutanei che successivamente vanno incontro a ulcerazione, dando origine a lesioni ben delimitate, a margini non dolenti, la cui grandezza arriva a qualche centimetro. Esse sono facilmente sanguinanti e le loro dimensioni progrediscono, anche se lentamente. Devono essere trattate al più presto per impedire la loro diffusione e peggioramento. Le lesioni compaiono nel 90% dei casi nelle regioni genitali (pene nel maschio, vagina, vulva, perineo nella femmina), meno frequentemente nell'ano. Lesioni extragenitali possono comparire nel 6-10% dei casi e interessano soprattutto il cavo orale.

## Esami
La diagnosi si fonda sulla osservazione diretta dei tipici corpi di Donovan all'interno dei voluminosi macrofagi visualizzabili al microscopio su strisci preparati a partire dalle lesioni e colorati con il metodo di Giemsa.

## Terapia
Il trattamento è farmacologico, vengono utilizzate la streptomicina il cloramfenicolo, l'ampicillina, gentamicina e la tetraciclina.
Altri farmaci sono:
- Doxiciclina (100 mg 2 volte al giorno), che deve essere assunta per un periodo notevole;
- Clortetraciclina, in pomate
- Azitromicina, 1 g per 3 settimane
- Ceftriaxone 1 g tramite endovena per due settimane
- Trimetoprim

In ogni caso i risultati non sono immediati, bisogna attendere una settimana prima di vedere i primi benefici. Trascorsi 6 mesi i pazienti hanno bisogno di una visita di controllo.